# Cléa Brousse
Pour les articles homonymes, voir Brousse.
Cléa Brousse, née le 27 août 2004 à Aix-les-Bains, est une trampoliniste française.
Cléa s'entraîne actuellement au pôle France de Rennes.

## Carrière
Aux Championnats du monde de trampoline 2023 à Birmingham, Cléa Brousse remporte la médaille d'argent en trampoline par équipes avec Léa Labrousse, Laura Paris et Anaïs Brèche.
Aux Championnats d'Europe de trampoline 2024 à Guimarães, elle remporte la médaille d'or en trampoline par équipes avec Laura Paris, Léa Labrousse  et Marine Prieur. Il s'agit de la première médaille d'or en trampoline par équipe féminine pour la France.